# 小行星21435
小行星21435（21435 Aharon）是一颗绕太阳运转的小行星，为主小行星带小行星。该小行星于1998年3月31日发现。

## 轨道参数
小行星21435的轨道半长轴为2.2973193 UA，离心率为0.049。